# Yaskawa Electric Corporation
Yaskawa Electric Corporation, en japonès 株式会社安川電機 Kabushiki-gaisha Yasukawa Denki, és una empresa multinacional de maquinària elèctrica amb seu a Kitakyushu, Japó.
Actualment, les operacions de la companyia estan dividides en tres grans seccions. El primer segment desenvolupa, manufactura i comercialitza màquines elèctriques, principalment servomotors i transformadors. La segona branca està orientada a enginyeria de sistemes i dona servei a indústries pesants en temes relacionats amb sistemes elèctrics. Finalment, l'última gran branca es dedica al disseny, fabricació i distribució de robots industrials, comercialitzats sota el nom Motoman. En menor mesura, l'empresa també ofereix serveis de tecnologies de la informació i la comunicació i logística.
Fundada l'any 1915, Yaskawa inicialment subministrava motors elèctrics a mines de carbó del Japó. Durant els anys posteriors, l'empresa s'expandí i va diversificar els seus productes i els clients. A partir dels anys 70, la companyia també començaria a comercialitzar electrònica de potència i robots industrials. L'any 2020, Yaskawa havia esdevingut una important companyia internacional amb més de 14.000 empleats globalment i uns ingressos de més de tres mil milions de dòlars. L'any 2021, Yaskawa havia venut més de 20 milions de servomotors, un 17% de la quota de mercat global, i mig milió de robots industrials.

## Història
Yaskawa va ser fundada l'any 1915 per Daigoro Yasukawa, amb l'ajuda del seu pare i germans. Inicialment, la companyia va créixer subministrant equipament elèctric per a la mineria de carbó al Japó. Durant els anys posteriors els clients es diversificarien i començarien a aplicar tecnologia de control de motors a d'altres indústries. L'any 1937, per exemple, Yaskawa implementaria un primerenc sistema de control a llaç tancat amb motors elèctrics a un forn de ciment.
A mitjans del segle xx, moltes indústries amb entorns durs per a la maquinària, com fàbriques de paper o acer, feien servir motors de corrent continu perquè se'n podia controlar eficaçment la velocitat de gir. El problema era que, en aquests entorns difícils, els motors de corrent continu no eren gaire adequats perquè les escombretes produïen espurnes o requerien molt manteniment. Per solucionar aquests problemes, a la dècada dels 50, Yaskawa va desenvolupar un sistema de control de velocitat per a motors de corrent altern. Mitjançant un acoblament, que mesurava els corrents de Foucault als motors de corrent altern, Yaskawa va desenvolupar un sistema de control de velocitat molt fiable.
Una altra fita tecnològica de Yaskawa fou el desenvolupament del servomotor de baixa inèrcia, comercialment denominat Minertia, a la dècada dels 60. Aquest servomotor estava dissenyat amb una armadura de l'induït sense ranures, usant resina epoxi, i amb un sistema de control ràpid que resultava en un motor amb un funcionament ràpid, fluid i amb una variació de parell petita. A partir de la dècada dels 60, Yaskawa començaria el desenvolupament de dues noves seccions que també acabarien esdevenint una part fonamental de la seva cartera de productes: l'electrònica de potència i els robots industrials.

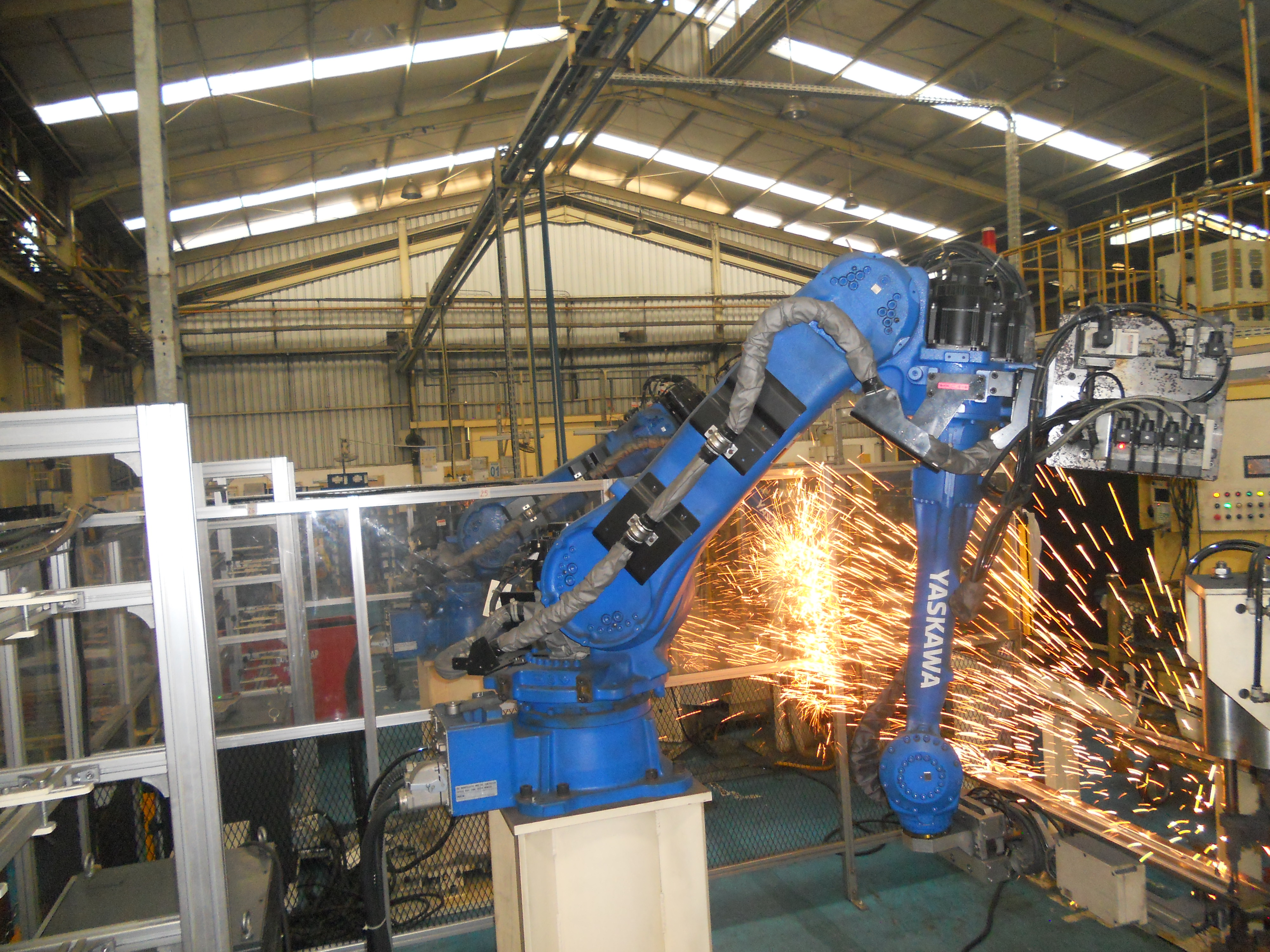
Un robot articulat de soldadura de Yaskawa treballant a una fàbrica de components d'automoció a Indonèsia l'any 2017.

Els motors i els sistemes de control de velocitat desenvolupats per Yaskawa van ser àmpliament implementats a les indústries nipones durant l'època del miracle econòmic japonès, especialment a partir dels 60 i fins a la primera meitat dels 70. Moltes de les instal·lacions dels motors Yaskawa es feien per automatitzar processos industrials, una tecnologia en la que acabarien esdevenint punters. L'any 1969 l'enginyer Tetsuro Mori, de Yaskawa, encunyaria el terme mecatrònica per referir-se als sistemes que desenvolupaven combinant mecànica amb electrònica; paraula que seria patentada per la companyia l'any 1972. Eventualment, amb la popularització del terme, Yaskawa renunciaria als drets d'ús de la paraula. El Ministeri de Ciència i Tecnologia del Japó guardonaria Yaskawa amb un reconeixement l'any 1973 per l'ampli ús industrial dels seus servomotors.
Simultàniament, a principis dels 60, Yaskawa va desenvolupar sistemes elèctrics que transformaven moviments rotatius en lineals per substituir els actuadors hidràulics en l'alimentació de màquines eina; aquests sistemes es denominaven Moto-arm, Moto-hand i Moto-finger. Amb la introducció del primer robot industrial als Estats Units d'Amèrica, l'Unimate, Yaskawa es va interessar en desenvolupar un sistema propi però fent servir els seus actuadors elèctrics. El 1974, Yaskawa va presentar el seu primer model, el Motoman, semblant a l'Unimate però amb actuadors totalment elèctrics i guiat per un microprocessador, capaç de soldar les carcasses dels motors elèctrics que fabricaven. A partir d'aquest primer model, Yaskawa continuaria desenvolupant una exitosa línia de robots industrials.
A finals dels 90, la branca de robòtica industrial de Yaskawa s'havia consolidat com a l'àrea d'activitat més important de l'empresa, representant gairebé un 60% del seu negoci. Les altres dues seccions de la companyia, maquinària elèctrica i enginyeria de sistemes, facturaven aproximadament un 20% dels ingressos totals cadascuna. També fou en aquest període que l'empresa, dirigida aleshores per Koh Kikuchi, va començar el procés de globalització obrint filials a d'altres estats i finançant centres d'investigació internacionals.

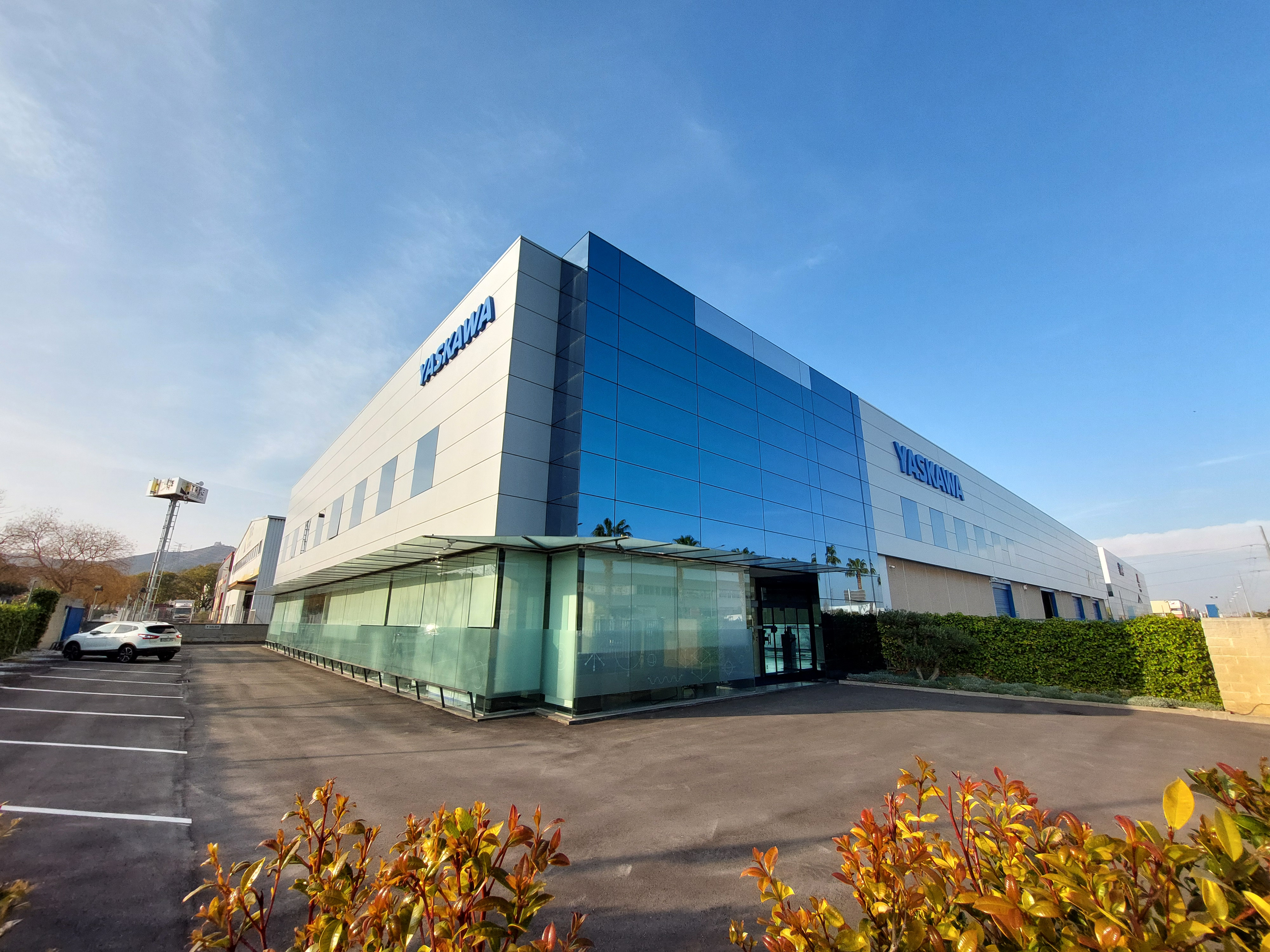
Instal·lacions de Yaskawa a Viladecans, inaugurades l'any 2023.

L'any 2013, Yaskawa inauguraria la seva primera fàbrica de robots a l'estranger, a la ciutat xinesa de Changzhou. Aquesta decisió es va deure a la creixent demanda de robots a les indústries de la Xina, mancades de mà d'obra qualificada, i també al fet que els seus competidors directes hi havien instal·lat fàbriques. Yaskawa obriria la seva segona fàbrica internacional de robots a Eslovènia l'any 2018. L'objectiu d'aquesta tercera planta fou la diversificació de clients, introduint-se al mercat europeu per dependre menys de l'asiàtic.
D'ençà del 2018, a causa de les friccions comercials entre els Estats Units d'Amèrica i la Xina, Yaskawa va diversificar les seus productes centrant-se en el mercat interior. En primer lloc, l'empresa va començar a oferir serveis de consultoria en automatització a empreses nipones. Simultàniament, Yaskawa va establir una empresa subsidiària especialitzada en robòtica per a indústries farmacèutiques, químiques i de l'alimentació.